# Monica Sinclair
Monica Sinclair (Evercreech, Anglaterra, 23 de març de 1925 – Lambeth, Londres, 7 de maig de 2002) fou una cantant d'òpera de nacionalitat britànica. Amb veu de contralt, va cantar en nombroses ocasions per a la Royal Opera de Londres, en la dècada dels 1950 i 1960, actuant en escena i en enregistraments al costat d'artistes de la talla de Joan Sutherland, Luciano Pavarotti, Maria Callas, Sir Thomas Beecham i Sir Malcolm Sargent, entre molts altres. Va ser una cantant amb bones aptituds còmiques i va enregistrar moltes òperes de Gilbert i Sullivan, a més de títols pertanyents al repertori operístic estàndard.

## Biografia
Va néixer a Evercreech, Anglaterra, i va cursar els estudis musicals en la Royal Academy of Music de Londres. Va debutar en 1948 amb la Carl Rosa Opera Company, interpretant el paper de Suzuki de l'obra de Giacomo Puccini Madama Butterfly. La seva primera actuació en el Covent Garden va arribar en 1949, amb La flauta màgica, de Wolfgang Amadeus Mozart, fent un dels papers de nois de l'obra.
Entre els seus primers papers en el Covent Garden figuren els de Maddalena (Rigoletto), Mrs Sedley (Peter Grimes), Feodor (Borís Godunov), Rosette (Manon), Flosshilde (Das Rheingold), Siegrune (Die Walküre), Azucena (Il trovatore), Pauline (La dama de piques), Mercedes (Carmen) i la veu de la mare d'Antonia (Les contes de Hoffmann). Va donar veu a Nicklaus en la pel·lícula de 1951 de Michael Powell i Emeric Pressburger Els contes d'Hoffman.
Sinclair va actuar per primera vegada en el Festival de Glyndebourne en 1954 amb el paper còmic de Ragonde en la primera representació al Regne Unit de l'òpera de Gioachino Rossini Le Comte Ory. També va cantar els papers de Berta (El barber de Sevilla), Marcellina (Les noces de Fígaro), Dryade (Ariadne auf Naxos), i la Reina Henrietta (I puritani, amb Joan Sutherland). L'any 1961 va fer un enregistrament en estudi de l'òpera Il pirata, de Vincenzo Bellini, cantant amb Maria Callas i Alexander Young.
Novament al Covent Garden, la temporada 1959-60 Sinclair va afegir nous papers al seu repertori: Annina (Der Rosenkavalier, en el debut de Georg Solti en el Covent Garden, amb Elisabeth Schwarzkopf i Sena Jurinac), Bradamante (Alcina, amb disseny i direcció escènica de Franco Zeffirelli, amb Joan Sutherland en el paper principal), Theodosia (Die schweigsame Frau), l'abadessa (Dialogues des Carmélites), Marfa (Khovànxtxina), Emilia (Otello) i la marquesa de Birkenfeld (La Fille du régiment, amb Sutherland i Luciano Pavarotti). Aquest últim paper també ho va cantar al Metropolitan Opera de Nova York (el MET), en el seu debut en aquest teatre el 14 de març de 1972, amb els mateixos companys de repertori, Sutherland i Pavarotti. Al MET va actuar en un total de 20 representacions, de les òperes La Fille du régiment i Faust.
El seu debut als Estats Units d'Amèrica va tenir lloc a Dallas (Texas) el 16 de novembre de 1960, cantant Alcina de Haendel. Una altra de les seves actuacions internacionals va ser el paper principal de l'òpera de Jean-Baptiste Lully Armida, representada a Bordeus en 1955.
Monica Sinclair va morir a Anglaterra l'any 2002, als 77 anys. Va ser enterrada en el Cementiri de St Peter, en Limpsfield, Anglaterra. Havia estat casada amb Anthony Tunstall, un antic instrumentista de trompa del Covent Garden, amb el qual va tenir sis fills i de qui es va divorciar.

## Actuacions en estrenes
Monica Sinclair va interpretar diferents papers en estrenes d'obres, entre els quals figuren els següents, la major part d'elles representades al Covent Garden:
- 1951: Heavenly Body en The Pilgrim's Progress, de Ralph Vaughan Williams
- 1952: Margret en l'estrena britànica de Wozzeck, d'Alban Berg (amb dirección d'Erich Kleiber, qui també havia dirigit l'estrena mundial a Berlín)[2]
- 1953: Comtessa d'Essex en l'estrena de Gloriana, de Benjamin Britten
- 1954: Evadne en Troilo i Crèsida, de William Walton
- 1954: Ragonde en l'estrena britànica de Le Comte Ory, de Gioachino Rossini (al Festival de Glyndebourne)
- 1955: Una veu en The Midsummer Marriage, de Michael Tippett (més endavant faria també el paper de Sosostris en aquesta òpera[9])
- L'11 d'abril de 1959 va actuar en una estrena emesa per la BBC de l'òpera de Eugene Aynsley Goossens Don Juan de Mañara, cantant amb Marie Collier, Helen Watts i Bruce Boyce, entre altres
- 1967: Madame Popova en l'estrena de The Bear, èpera en un acte de William Walton (Festival d'Aldeburgh)

## Discografia (selecció)[10]
- Ludwig van Beethoven, Missa en do major
- Giovanni Battista Bononcini: Griselda (amb Lauris Elms, Joan Sutherland, Margreta Elkins, Spiro Malas, Ambrosian Opera Chorus, Orquestra Filharmònica de Londres, direcció de Richard Bonynge)
- Johannes Brahms: Rapsòdia per a contralt (direcció de Sir Adrian Boult)
- Frederick Delius: A Mass of Life (amb Rosina Raisbeck, Charles Craig i Bruce Boyce, direcció de Sir Thomas Beecham)
- Gaetano Donizetti: La Fille du régiment (amb Spiro Malas, Luciano Pavarotti, Joan Sutherland, direcció de Bonynge)
- John Gai: The Beggar's Opera (1955; amb la Pro Art Orchestra and Chorus, direcció de Sir Malcolm Sargent)
- Edward German: Merrie England
- Gilbert i Sullivan: H.M.S. Pinafore, Trial by Jury, Iolanthe, El Mikado, Patience, The Pirates of Penzance, Ruddigore, The Yeomen of the Guard (totes amb la Pro Art Orchestra sota la direcció de Sir Malcolm Sargent)
- Charles Gounod: Faust (amb Sutherland)
- Haendel: El Messies (amb Jon Vickers, Giorgio Tozzi, Jennifer Vyvyan, direcció de Beecham)
- Haendel: Alcina
- Haendel: Israel a Egipte
- Wolfgang Amadeus Mozart: Les noces de Fígaro (Graziella Sciutti, orquestra del Festival de Glyndebourne dirigida per Vittorio Gui)
- Mozart: Rèquiem (amb Elsie Morison, Alexander Young, Marian Nowakowski, BBC Chorus, Royal Philharmonic Orchestra, dirigits per Beecham)[11]
- Henry Purcell: Dido i Enees (amb Janet Baker)
- Gioachino Rossini: Le Comte Ory (estrena britànica en Glyndebourne)
- Johann Strauss (fill): Der Zigeunerbaron (El baró gitano)
- Ígor Stravinski: Mavra (amb Helen Watts, Kenneth MacDonald, Joan Carlyle, Orquestra de la Suisse Romande dirigida per Ernest Ansermet)
- Michael Tippett: The Midsummer Marriage (amb Adele Leigh, Otakar Kraus, Joan Sutherland i John Lanigan, direcció de John Pritchard)
- Richard Wagner: Die Walküre (direcció de Sir Edward Downes)
- William Walton: Troilo i Crèsida (amb Richard Lewis, Elisabeth Schwarzkopf i Marie Collier, dirigits pel compositor).